# Blackburn (Oklahoma)
Blackburn é uma cidade  localizada no estado norte-americano de Oklahoma, no Condado de Pawnee.

## Demografia
Segundo o censo norte-americano de 2000, a sua população era de 102 habitantes. 
Em 2006, foi estimada uma população de 103, um aumento de 1 (1.0%).

## Geografia
De acordo com o United States Census Bureau tem uma área de 
0,9 km², dos quais 0,8 km² cobertos por terra e 0,1 km² cobertos por água. Blackburn localiza-se a aproximadamente 247 m acima do nível do mar.

## Localidades na vizinhança
O diagrama seguinte representa as localidades num raio de 20 km ao redor de Blackburn. 